# Thick as a Brick
«Thick as a Brick» (укр. «Дурний як ступа») — п'ятий студійний альбом англійської групи Jethro Tull, який вийшов 3 березня 1972 року. Альбом містить безперервний музичний твір, розділений на дві сторони платівки, і є пародією на жанр концептуального альбому. На обкладинці, оформленій у вигляді газети, вказано, що альбом є музичною адаптацією епічної поеми вигаданого восьмирічного генія Джеральда Бостока, хоча насправді текст написав фронтмен гурту Ієн Андерсон.
Альбом був записаний наприкінці 1971 року. До нього увійшла музика, написана Андерсоном та аранжована за участю всіх учасників гурту. В записі альбому вперше взяв участь Баррі «Барімор» Барлоу, що замінив попереднього барабанщика гурту Клайва Банкера. У концертному шоу на підтримку альбому було виконано повну сюїту, з різними жартівливими інтермедіями. «Thick as a Brick» вважається критиками першим релізом Jethro Tull, який повністю складається з прогресивної рок-музики. Він отримав змішані відгуки після виходу, але мав комерційний успіх і очолив різні хіт-паради в 1972 році.
В XXI столітті платівка стала вважатися класикою прогресивного року. «Thick as a Brick» займає 4-ту позицію у списку найкращих прогресивних альбомів за версією журналу Prog та 7-му — за версією Rolling Stone. 2012 року Андерсон випустив продовження альбому, зосередившись на дорослому житті вигаданого Джеральда Бостока.

## Передумови
Фронтмен і автор пісень Jethro Tull Ієн Андерсон був здивований, коли критики назвали попередній альбом гурту Aqualung (1971) «концептуальним альбомом». Він відкинув це, зазначаючи, що це була просто збірка пісень, тому у відповідь вирішив «придумати щось, що дійсно є матір'ю всіх концептуальних альбомів». Взявши за приклад сюрреалістичний британський гумор «Монті Пайтон», він почав писати твір, який поєднав би складну музику з почуттям гумору. Андерсон сподівався, що альбом буде безтурботно висміювати групу, глядачів і музичних критиків, але також буде сатирою на популярний жанр прогресивного року. Його дружина Дженні також була натхненницею, якій він приписував ідею створення персонажа та тексту пісні «Aqualung». Вона написала Андерсону листа, коли він був у від'їзді на гастролях альбому, десять рядків з якого Андерсон використав як натхнення для нового матеріалу.
Андерсон також сказав, що «альбом був пародією на альбоми Yes і Emerson, Lake & Palmer, подібно до того, як фільм „Аероплан!“ був пародією на фільм „Аеропорт“», а пізніше зауважив, що це була «сатира на всю концепцію великих рок-концептуальних альбомів». Хоча Андерсон написав всю музику і тексти, він приписав їх написання вигаданому школяреві на ім'я Джеральд Босток (названий «Маленьким Мілтоном»). Гумор був досить тонким, через що деякі шанувальники вважали, що Босток існував насправді. Рецензуючи ювілейне перевидання до 40-річчя, Ноель Мюррей припустив, що багато слухачів оригінального альбому «не зрозуміли жарт».

## Запис
Група провела два тижні репетицій, використовуючи підвальну студію The Rolling Stones в Бермондсі. Вони не мали наміру записувати єдиний безперервний твір; група придумувала окремі сегменти пісень, потім вирішила написати короткі музичні твори, щоб зв'язати їх разом.
Запис розпочався в грудні 1971 року в лондонській студії Morgan Studios. На відміну від попередніх альбомів, де Андерсон, як правило, писав пісні заздалегідь, лише початковий розділ альбому був відпрацьований, коли гурт зайшов до студії. Решту сюїти написали під час сесій запису. Щоб компенсувати нестачу матеріалу, Андерсон вставав рано вранці, щоб підготувати для решти учасників гурту музику, яку вони могли вивчити під час денної сесії. Тексти пісень були написані першими, а музика була побудована навколо них. Андерсон згадує, що на запис альбому пішло близько двох тижнів, і ще два-три тижні на овердаббінг і зведення. Фінальна робота охопила всю довжину платівки, розбитої на дві сторони.
Група згадувала, що запис був щасливим процесом, з сильним почуттям товариськості та веселощів, з численними практичними жартами. Вони були фанатами «Монті Пайтон», і цей стиль гумору вплинув на тексти пісень і загальну концепцію. Гітарист Мартін Барр згадує, що вся група придумувала різні ідеї для музики. Деякі частини були записані за один дубль, причому кожен учасник брав активну участь у процесі, включаючи значний внесок клавішника Джона Евана.

## Музичний стиль
«Thick as a Brick» розглядався деякими критиками як перший альбом Jethro Tull у стилі прогресивного року. Альбом містить різноманітні музичні теми, зміни часових сигнатур і темпових зрушень — все це було характерно для прогресивної рок-сцени. Хоча готовий альбом звучить як один безперервний твір, він складається з попурі з окремих пісень, які накладаються одна на одну, жодна з яких окремо не триває понад 3–5 хвилин. Частини сюїти поєднують класичну і народну музику в типову структуру рок-музики.
В альбомі помітно представлені флейта, акустичні та електричні гітари й орган Гаммонда, які група використовувала раніше, але інструментарій охоплює клавесин, глокеншпіль, литаври, скрипку, лютню, трубу, саксофон і струнну секцію — все це незвично для раннього блюзового року гурту.

## Концепція
Альбом відкривається словами «Really don't mind if you sit this one out» («Справді, не проти, якщо ви відсидите це»), що одразу дає натяк слухачу про можливу несерйозність тексту пісні. Надалі тексти пісень, пронизані сарказмом, «не мають на меті розповісти історію, [хоча] об'єднані навколо однієї теми».
Андерсон розповідає про шлях від статевого дозрівання до зрілості вигаданого Джеральда Бостока, а «хаос музики, що вільно кружляє, віддзеркалює бунтарство дитини». Пізніше Андерсон стверджував, що тексти пісень частково походять з його власного дитячого досвіду: «Так, у тому, що я написав, є автобіографічний елемент. У дитинстві я був трохи бунтарем. Більшість моїх однолітків прагнули […] стати частиною традиційного суспільства. Це мене ніколи не приваблювало. Я був тією дитиною, яка любила проводити час, збираючи та аналізуючи водне життя. Я також любив науково-фантастичні історії тієї епохи (1950-ті роки), тому що вони розповідали про інше, захопливе майбутнє. Тож я виділявся з-поміж інших моїх ровесників і використав це для персонажа Джеральда Бостока.» Це відображається у наступних рядках з пісні «We'll have Superman for president/Let Robin save the day.» («Президентом стане Супермен/Нехай Робін врятує ситуацію»).
Основна тема твору показана у рядках, що містять назву альбому: «And the wise men don't know how it feels / to be thick as a brick.» («І мудреці не знають, як це / бути дурним, як ступа») як ми «не повинні так поспішно довіряти героям журналів або „мудрецям“». Американський журналіст та письменник Сет Кауфман висловив наступну думку щодо цих рядків: «Можливо зовсім помиляюсь, але я вирішив інтерпретувати цей текст як щось на зразок насмішки над музичними критиками, мудрецями та критиками загалом».

## Обкладинка

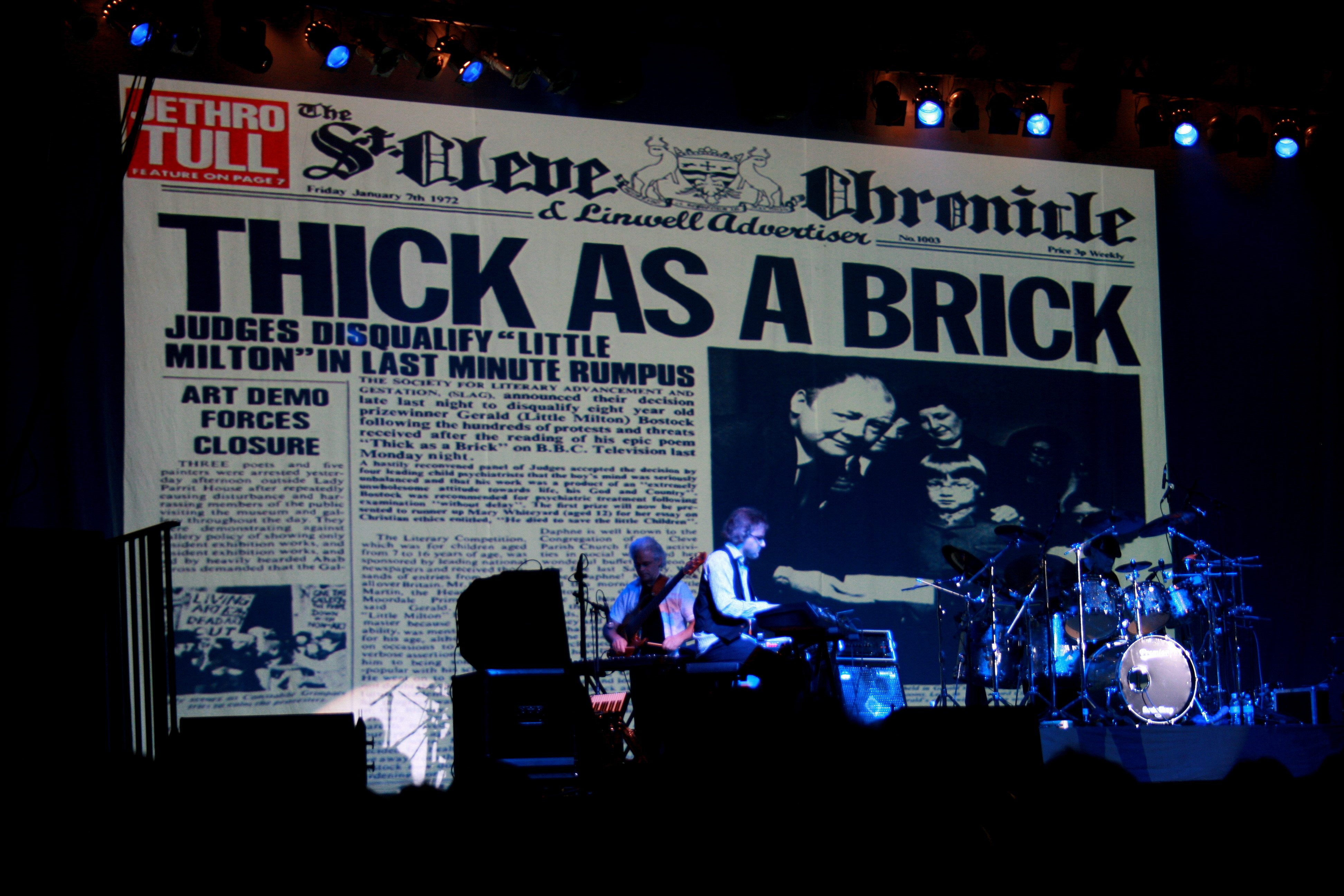
Jethro Tull виступають у Вупперталі, Німеччина (2009)

Оригінальна обкладинка платівки була розроблена як пародія у вигляді англійської провінційної 12-сторінкової газети розміром 12 на 16 дюймів (300 мм × 410 мм) під назвою «The St. Cleve Chronicle and Linwell Advertiser», зі статтями, конкурсами та оголошеннями, що висміювали типову парафіяльну та дилетантську журналістику місцевої англійської преси. Звукозаписна компанія гурту, Chrysalis Records, поскаржилася, що виготовлення обкладинки обійдеться надто дорого, але Андерсон заперечив, що, якщо можна випустити справжню газету, то і пародія на неї також буде доречна.
Жартівлива газета, датована 7 січнем 1972 року, також включає весь текст пісні «Thick as a Brick» (надрукований на сторінці 7), який подається як вірш, написаний Бостоком, чия дискваліфікація з поетичного конкурсу знаходиться в центрі уваги історії на першій сторінці. У цій статті стверджується, що хоча Босток спочатку виграв конкурс, рішення суддів було скасовано після протестів і погроз щодо образливого та антихристиянського характеру вірша, а також підозр у психологічній нестабільності хлопчика. Натомість нагороду вручають дівчині Мері, яка написала твір про християнську етику. На обкладинці газети міститься стаття, в якій Бостока безпідставно звинувачують у тому, що він є батьком дитини своєї 14-річної подруги Джулії. На внутрішній стороні газети вміщено жартівливу рецензію, написану «Джуліаном Стоун-Мейсоном, B.A.», псевдонімом Андерсона.
Зміст газети написали переважно Андерсон, басист Джеффрі Хеммонд і клавішник Джон Еван. Хоча деякі статті були явно безглуздими, наприклад, «Магістрат штрафує сам себе», була довга історія під назвою «Не дивись на мене, кролику» про пілота в Битві за Британію, який був збитий винищувачем Messerschmitt Bf 109. Загальний макет розробив Рой Елдрідж з Chrysalis, який раніше працював журналістом. Більшість персонажів газети були членами гурту, їх менеджментом, дорожнім екіпажем або колегами; наприклад, інженер звукозапису Робін Блек грав місцевого чемпіона з катання на роликах. Андерсон згадує, що на створення обкладинки пішло більше часу, ніж на написання музики.
Сатирична газета була сильно скорочена для звичайних буклетів для компакт-дисків, але обкладинка компакт-диска до 25-річчя спеціального видання була ближча до оригіналу, а коробочна версія до 40-річчя містить більшу частину вмісту з оригінальної газети.

## Живі виступи

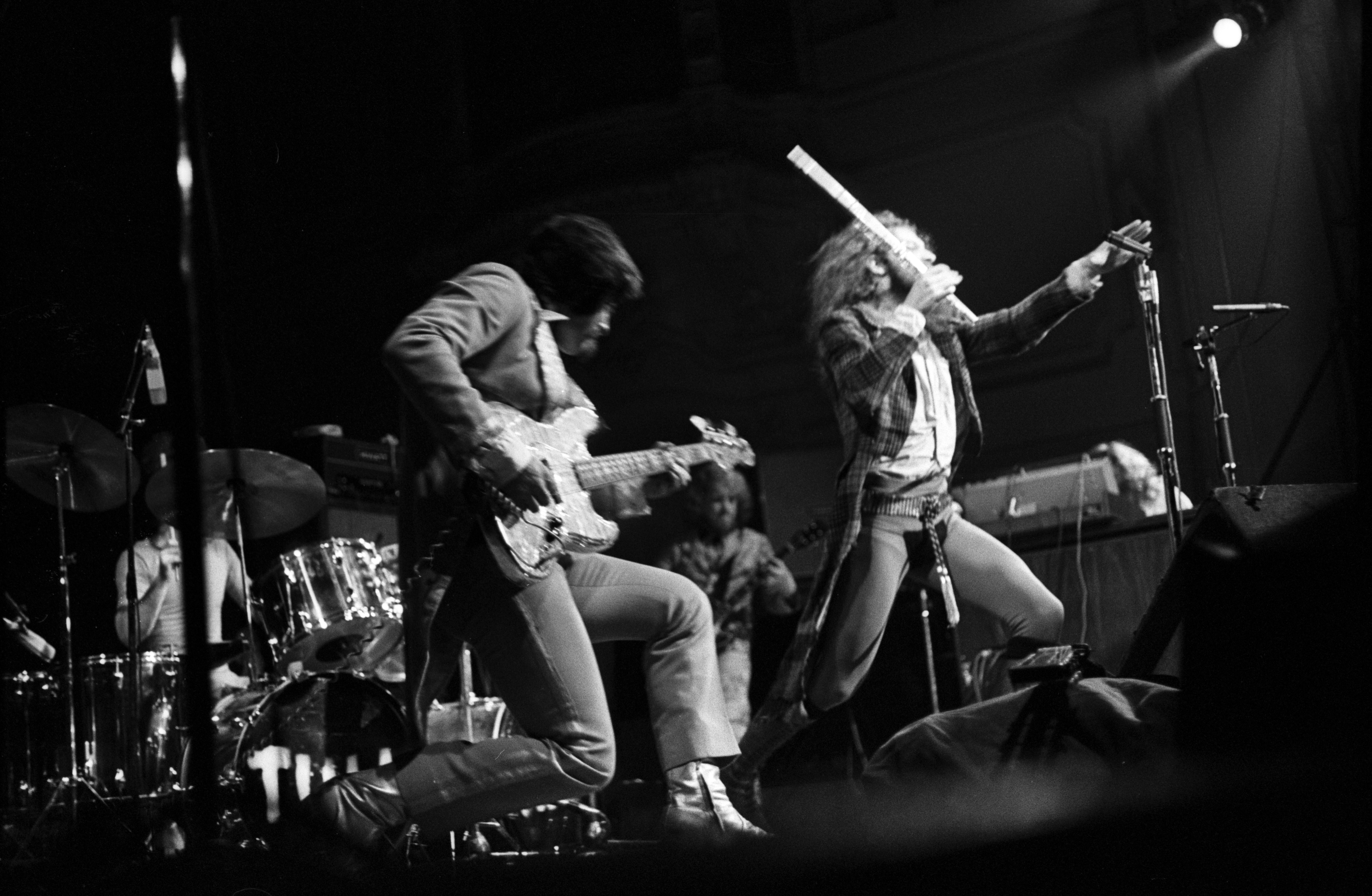
Jethro Tull під час туру «Thick as a Brick», ранній 1973

Після виходу альбому гурт вирушив у турне, граючи весь твір з деякими додатковими музичними доповненнями, які подовжували виступ до понад години. На початку шоу на сцені з'являлися чоловіки в плащах і починали підмітати підлогу, рахувати глядачів і вивчати приміщення; через кілька хвилин деякі з них представлялися учасниками гурту і починали грати. Андерсон зазначав: «Ми вирішили оживити всіх персонажів, згаданих в альбомі та на обкладинці газети, це було химерно, дуже по-британськи. Ми не намагалися бути коміками, просто [вирішили] покращити концепцію.» Під час деяких концертів весь гурт зупинявся посеред виступу, коли на сцені дзвонив телефон, на який Андерсон відповідав, перед тим як продовжувати виступ. Новини та зведення погоди читалися посередині шоу, а на сцену виходив чоловік у спорядженні аквалангіста. Гумор туру викликав проблеми в Японії, де глядачі реагували на зміни з подивом. Барр згадує, що ці перші живі виступи були «жахливим досвідом», оскільки потрібно було запам'ятати багато складної музики з різноманітними змінами часових сигнатур.
Андерсон виконав весь альбом наживо на гастролях у 2012 році, перше повне виконання альбому з часу оригінального туру. У серпні 2014 року Андерсон випустив CD/DVD/Blu-ray «Thick as a Brick – Live in Iceland». Концерт записали у Рейк'явіку, Ісландія, 22 червня 2012 року, і включав повні виступи «Thick as a Brick» та «Thick as a Brick 2» у виконанні гастролюючого гурту Ієна Андерсона. Деякі гумор та сценічні витівки були збережені — особливо телефонний дзвінок посеред пісні, який замінили мобільним телефоном та дзвінком по Skype.

## Відгуки критиків
Вихід «Thick as a Brick» спочатку був запланований на 25 лютого 1972 року. Через виробничі проблеми, пов'язані зі страйком шахтарів 1972 року, його відклали на тиждень до 3 березня. Альбом досягнув топ-5 в чартах Великої Британії, і першої стрічки в Австралії, Канаді та Сполучених Штатах, де він був сертифікований як золотий.
Відгуки на час виходу альбому були неоднозначними. Кріс Велч з Melody Maker похвалив музикальність гурту та гру Андерсона на флейті, написавши також, що «жарт за рахунок місцевої газети досить швидко вичерпується, але не повинен применшувати очевидну кількість думок і роботи, яка пішла на виробництво Thick»; він описав музику як творче зусилля, де «ідеї течуть у надмірній кількості», але «потрібен час, щоб її поглинути», і «почута поза контекстом їхнього дуже візуального сценічного акту . . не має такої негайної привабливості». Тоні Тайлер у своїй рецензії для New Musical Express загалом високо оцінив побудову номерів та аранжування, але мав сумніви щодо можливого успіху альбому. Він назвав «Thick as a Brick» «власною епопеєю Jethro Tull [..,] після реплік Tommy» і «атакою на посередність і суворість існування нижчого та середнього класу в Британії 70-х». Бен Герсон в журналі Rolling Stone назвав «Thick as a Brick» «одним з найвитонченіших і найбільш новаторських творів року». Продовжуючи, рецензент заявив: «Гітара Мартіна Барре та клавішні Джона Евана особливо блищать, а спів Ієна більше не є абразивним. Незалежно від того, чи є „Thick as a Brick“ ізольованим експериментом, чи ні, приємно знати, що хтось у рок-музиці має амбіції, що виходять за межі чотири- або п'ятихвилинного традиційного треку, і має інтелект, щоб здійснити свої наміри, у всій їх складності, з неабиякою грацією.» Алан Ністер з Rolling Stone дав альбому 2 з 5 зірок у The Rolling Stone Record Guide, оцінивши його як «відносно недиференційовані рухи». Критик Village Voice Роберт Крістгау розкритикував альбом, називаючи його «звичайним гівном» від групи: «рок (стає важчим), фолк (стає менш помітним), класика (стає зануднішою), флейта (стає кращою, бо не має вибору)».
Ретроспективні рецензії були позитивними. AllMusic писав, що «перший лонгплей Jethro Tull — це шедевр в анналах прогресивного року, і одна з небагатьох робіт такого роду, яка все ще тримається десятиліття потому». Джордан Блюм з PopMatters вважає, що альбом «проклав шлях сучасному прогресивному року» і «сьогодні він являє собою не тільки найвище досягнення для Jethro Tull, але і конкретний приклад того, наскільки авантюрними і вільними артистами були колись». Рецензент Record Collector пише, що «сьогодні, вільний від недоречного контексту помилкових діагнозів і насмішок, які переслідували його під час оригінального релізу, альбом звучить як ніщо інше, як олімпійський подвиг композиції і музики». За словами рецензента Modern Drummer Адама Будофскі, «те, що він залишається настільки піднесеним в серцях і умах шанувальників прогресивного року сорок років по тому, є свідченням його якості». «Історія прогресивного року» Пола Стампа описує альбом так: «Концепція», дещо сором'язливе і манірне піднесення індивідуального генія … на тлі карикатурного буржуазного міщанства, навряд чи бачить світло дня крізь зарості образів Андерсона, але це не применшує того, що, озираючись назад, є цілком респектабельним, хоча періодично і тупцючим на місці, ударом по просунутій екстенсивній техніці."
У 2014 році журнал Prog поставив «Thick as a Brick» на 5 місце у списку «100 найкращих прог-альбомів усіх часів», за який голосували його читачі. Rolling Stone поставив альбом на 7 місце у списку «50 найкращих прог-альбомів усіх часів». «Thick as a Brick» займає 5 місце в списку кращих альбомів на сайті Prog Archives, що управляється користувачами, із середньозваженою оцінкою 4,63 зірки. Гедді Лі з Rush сказав, що «Thick as a Brick» є одним з його улюблених альбомів, так само як і Стів Харріс з Iron Maiden.

## Композиції
Автор слів «Джеральд Босток» (Ієн Андерсон), автор музики Андерсон. 
| Перша сторона | Перша сторона              | Перша сторона |
| #             | Назва                      | Тривалість    |
| ------------- | -------------------------- | ------------- |
| 1.            | «Thick as a Brick, Part I» | 22:40         |

| Друга сторона | Друга сторона               | Друга сторона |
| #             | Назва                       | Тривалість    |
| ------------- | --------------------------- | ------------- |
| 2.            | «Thick as a Brick, Part II» | 21:06         |
| 43:46         |                             |               |

| Бонусні треки у версії до 25-ої річниці альбому | Бонусні треки у версії до 25-ої річниці альбому                        | Бонусні треки у версії до 25-ої річниці альбому |
| #                                               | Назва                                                                  | Тривалість                                      |
| ----------------------------------------------- | ---------------------------------------------------------------------- | ----------------------------------------------- |
| 3.                                              | «Thick as a Brick» (Жива версія 1978 року у Медісон-сквер-гарден)      | 11:50                                           |
| 4.                                              | «Інтерв'ю з Jethro Tull» (Ієн Андерсон, Мартін Барр та Джефрі Хаммонд) | 16:30                                           |

| Спеціальне колекційне видання CD1 до 40-річчя альбому (2012): стереоремікс альбому Стівена Вілсона | Спеціальне колекційне видання CD1 до 40-річчя альбому (2012): стереоремікс альбому Стівена Вілсона | Спеціальне колекційне видання CD1 до 40-річчя альбому (2012): стереоремікс альбому Стівена Вілсона |
| #                                                                                                  | Назва                                                                                              | Тривалість                                                                                         |
| -------------------------------------------------------------------------------------------------- | -------------------------------------------------------------------------------------------------- | -------------------------------------------------------------------------------------------------- |
| 1.                                                                                                 | «Thick as a Brick, Part I»                                                                         | 22:44                                                                                              |
| 2.                                                                                                 | «Thick as a Brick, Part II»                                                                        | 20:54                                                                                              |

| Спеціальне колекційне видання DVD до 40-річчя альбому (2012): Стівен Вілсон 5.1 об'ємний і стерео ремікси та перенесення оригінального стерео міксу альбому і радіореклами 1972 року | Спеціальне колекційне видання DVD до 40-річчя альбому (2012): Стівен Вілсон 5.1 об'ємний і стерео ремікси та перенесення оригінального стерео міксу альбому і радіореклами 1972 року | Спеціальне колекційне видання DVD до 40-річчя альбому (2012): Стівен Вілсон 5.1 об'ємний і стерео ремікси та перенесення оригінального стерео міксу альбому і радіореклами 1972 року |
| # | Назва | Тривалість |
| --- | --- | --- |
| 1. | «Thick as a Brick, Part I» (5.1 Surround Mix) | 22:44 |
| 2. | «Thick as a Brick, Part II» (5.1 Surround Mix) | 20:54 |
| 3. | «Thick as a Brick, Part I» (2012 Stereo Mix) | 22:44 |
| 4. | «Thick as a Brick, Part II» (2012 Stereo Mix) | 20:54 |
| 5. | «Thick as a Brick, Part I» (Original Stereo Mix) | 22:44 |
| 6. | «Thick as a Brick, Part II» (Original Stereo Mix) | 20:54 |
| 7. | «1972 Radio Ad» | 1:02 |

### Перевидання
Альбом кілька разів перевидавався на CD: перший випуск (1985), MFSL-реліз (1989), версія до 25-ої річниці альбому (1997) і 40-річчя альбому (2012).
Ювілейне видання до 40-річчя альбому вийшло в листопаді 2012 року і включає CD, DVD і книгу. Диск містить новий мікс альбому. DVD містить мікс об'ємного звуку 5.1 (у DTS і Dolby Digital), новий стерео-мікс у високій роздільній здатності та оригінальний стерео мікс у високій роздільній здатності. Перший тираж DVD/CD містив несправний DVD зі значними помилками звуку. Пізніше вийшло виправлене видання на заміну, лише з горизонтальною лінією під приміткою «тривалість альбому» на етикетці диска, додане для ідентифікації. Одночасно альбом був перевиданий на вінілі. У цьому випуску перша частина альбому триває 22:45, а друга 21:07.
Завантажувана версія видання до 40-ї річниці розділяє сюїту на вісім окремих частин:
1. «Really Don't Mind» / «See There a Son Is Born» — 5:00
2. «The Poet and the Painter» — 5:29
3. «What Do You Do When the Old Man's Gone?» / «From the Upper Class» — 5:25
4. «You Curl Your Toes in Fun» / «Childhood Heroes» / «Stabs Instrumental» — 6:48
5. «See There a Man Is Born» / «Clear White Circles» — 5:58
6. «Legends and Believe in the Day» — 6:34
7. «Tales of Your Life» — 5:24
8. «Childhood Heroes Reprise» — 2:56

## Учасники запису
Jethro Tull
- Мартін Барр — електрогітара, лютня, флейта
- Ієн Андерсон — вокал, акустична гітара, флейта, скрипка, труба, саксофон, акордеон, продюсування
- Баррімор Барлоу[en] — барабани, перкусія, литаври
- Джеффрі Хеммонд[en] — бас-гітара, художнє читання
- Джон Еван[en] — фортепіано, орган, клавесин

Додатковий персонал
- Ді Палмер[en] — оркестрові аранжування
- Террі Елліс[en] — виконавчий продюсер
- Робін Блек — інженер

## Чарти
Тижневі чарти
| Чарт (1972)                                  | Найвища позиція |
| -------------------------------------------- | --------------- |
| Australian Albums (Kent Music Report)        | 1               |
| Канада Canada Top Albums/CDs (RPM)           | 1               |
| Нідерланди Dutch Albums (MegaCharts)         | 3               |
| Німеччина German Albums (Offizielle Top 100) | 4               |
| Норвегія Norwegian Albums (VG-lista)         | 3               |
| Велика Британія UK Albums (OCC)              | 5               |
| США Billboard 200                            | 1               |

| Чарти (2012)                               | Найвища позиція |
| ------------------------------------------ | --------------- |
| Бельгія Belgian Albums (Ultratop Wallonia) | 132             |
| Італія Italian Albums (FIMI)               | 77              |

| Чарти (2022)                                 | Найвища позиція |
| -------------------------------------------- | --------------- |
| Швейцарія Swiss Albums (Schweizer Hitparade) | 70              |

Річні чарти
| Чарт (1972)                        | Позиція |
| ---------------------------------- | ------- |
| German Albums (Offizielle Top 100) | 26      |

## Кавери та продовження
У 2012 році Ієн Андерсон оголосив про плани випуску нового альбому «Thick as a Brick 2: Whatever Happened to Gerald Bostock?». Згідно з інформацією на сайті Jethro Tull, сиквел — це «повноформатний „концептуальний“ альбом у стилі прогресивного року, гідний свого попередника. Від хлопчика до чоловіка і не тільки, він розповідає про те, що могло спіткати поета-дитину Джеральда Бостока  в подальшому житті. Або, можливо, будь-кого з нас».
Альбом вийшов 2 квітня 2012 року. У ньому описано п'ять різних сценаріїв життя Джеральда Бостока, де він потенційно стає жадібним інвестиційним банкіром, бездомним гомосексуалістом, солдатом в Афганській війні, лицемірним проповідником-євангелістом і звичайнісіньким чоловіком, який керує магазином, одруженим і бездітним. До «Thick as a Brick 2» увійшли 17 окремих пісень, об'єднаних у 13 окремих треків (деякі з них позначені як попурі), хоча всі вони також зливаються воєдино, як одна пісня. Щоб наслідувати стиль жартівливої газети на оригінальній Thick as a Brick, була створена жартівлива інтернет-газета.
У той час як «Thick as a Brick 2» був продовженням про Джеральда Бостока, сольний альбом Ієна Андерсона 2014 року Homo Erraticus був представлений як подальша робота Джеральда Бостока. Згідно з передісторією, яку Андерсон створив для альбому, Босток середнього віку натрапив на неопублікований рукопис Ернеста Т. Паррітта (1873—1928) під назвою «Homo Britanicus Erraticus». Паррітт був переконаний, що жив минулими життями як історичні персонажі, і написав докладні описи цих життів у своїй роботі; він також писав про фантастичні уявлення про життя, які ще мають відбутися. Потім Босток створив тексти на основі творів Паррітта, а Андерсон поклав їх на музику. Як і у випадку з оригінальним альбомом «Thick as a Brick», авторство кожної пісні на цьому альбомі явно приписується як Андерсону, так і Бостоку.
Виробник автомобілів Hyundai використовував пісню в одному зі своїх рекламних роликів у 2001 році. Ієн Андерсон записав нову версію спеціально для рекламного ролика, щоб уникнути використання іншого виконавця. Він не водить Hyundai — насправді він ніколи не мав водійських прав — називаючи себе «професійним пасажиром».
Частина треку з «Thick as a Brick» з'являлася в епізоді «Дівчатка просто хочуть математики» анімаційного серіалу «Сімпсони», у якому персонаж Мартін Принс співає частину твору, а оригінал використовували для кінцевих титрів епізоду.
Композитор Річард Харві переспівав «Thick as a Brick» у спеціальній компіляції «The Royal Philharmonic Orchestra Plays Prog Rock Classics».